# Long Harbour-Mount Arlington Heights
Long Harbour-Mount Arlington Heights is een gemeente (town) in de Canadese provincie Newfoundland en Labrador. De gemeente ligt in het zuidoosten van het eiland Newfoundland.

## Geografie
De gemeente bevindt zich aan de westkust van het schiereiland Avalon, aan het begin van de Landengte van Avalon. Ze bestaat uit de dorpen Long Harbour en Mount Arlington Heights, evenals het gehucht Long Harbour Station.
De twee dorpen die de gemeente haar naam geven liggen beide aan de oevers van Long Harbour, een oostelijke zijbaai van Placentia Bay die fungeert als natuurlijke haven. Mount Arlington Heights ligt het westelijkst, tegenover Crawley Island, en is enkel bereikbaar via buurdorp en hoofdplaats Long Harbour. Ten oosten van die laatstgenoemde plaats gaat provinciale route 101 over in provinciale route 202. Het gehucht Long Harbour Station, gelegen aan de voormalige Newfoundland Railway, ligt in het uiterste noorden van de gemeente, op ruim 6 km van Long Harbour.
De gemeente ligt in een relatief afgelegen gebied, ten zuidwesten van Chapel Arm en ten noordoosten van Ship Harbour. Ze ligt in vogelvlucht ruim 80 km ten zuidwesten van de provinciehoofdstad St. John's.

## Geschiedenis
De gemeente Long Harbour-Mount Arlington Heights werd opgericht in het jaar 1968. De gemeente had bij haar oprichting het statuut van local improvement district, maar kreeg in 1978 het statuut van rural district. Door een wetswijziging in 1980 werden alle gemeenten van dat laatste type automatisch towns.
In 2010 werd het grondgebied van de gemeente meer dan verdubbeld door de annexatie van grote stukken gemeentevrij gebied in het noorden en zuiden, evenals de opname van Crawley Island binnen de gemeentegrenzen.
Na vijf jaar constructie opende Vale Canada in 2014 grootschalige faciliteiten voor de verwerking van nikkelerts in de gemeente. De enorme industriële site bevindt zich in het zuidelijke deel van de gemeente dat enkele jaren voor de opening geannexeerd werd.

## Nikkelverwerkingssite
In 2009 begon de Canadese tak van het mijnbouwconcern Vale met de bouw van een enorme nikkelverwerkingssite op basis van hydrometallurgische technieken. Het project kostte ruim 4,25 miljard Canadese dollar en was afgewerkt in 2014. De site bestaat uit een kade voor het lossen van nikkelertsconcentraat door vrachtschepen, breek- en maalfaciliteiten, een hoofdverwerkingsfabriek ongeveer 2 km ten zuiden van de haven, een aanvoer- en afvoerpijpleiding voor water en een groot bergingsreservoir. De faciliteit verwerkt voornamelijk erts uit de Labradorse mijn te Voisey's Bay en stelt zo'n 500 mensen te werk.

## Demografie
Demografisch gezien is Long Harbour-Mount Arlington Heights, net zoals de meeste kleine gemeenten op Newfoundland, aan het krimpen. Tussen 1976 en 2021 daalde de bevolkingsomvang van 675 naar 233. Dat komt neer op een daling van 442 inwoners (-65,5%) in 45 jaar tijd.
| Demografische ontwikkeling van Long Harbour-Mount Arlington Heights tussen 1976 en 2021 |
| --------------------------------------------------------------------------------------- |
|                                                                                         |
| Bron: Statistics Canada (1976–1986, 1991–1996, 2001–2006, 2011–2016, 2021)              |